# San Juan del Olmo
San Juan del Olmo es un municipio y localidad española de la provincia de Ávila, en la comunidad autónoma de Castilla y León. El término municipal tiene una población de 81 habitantes (INE 2024).

## Geografía

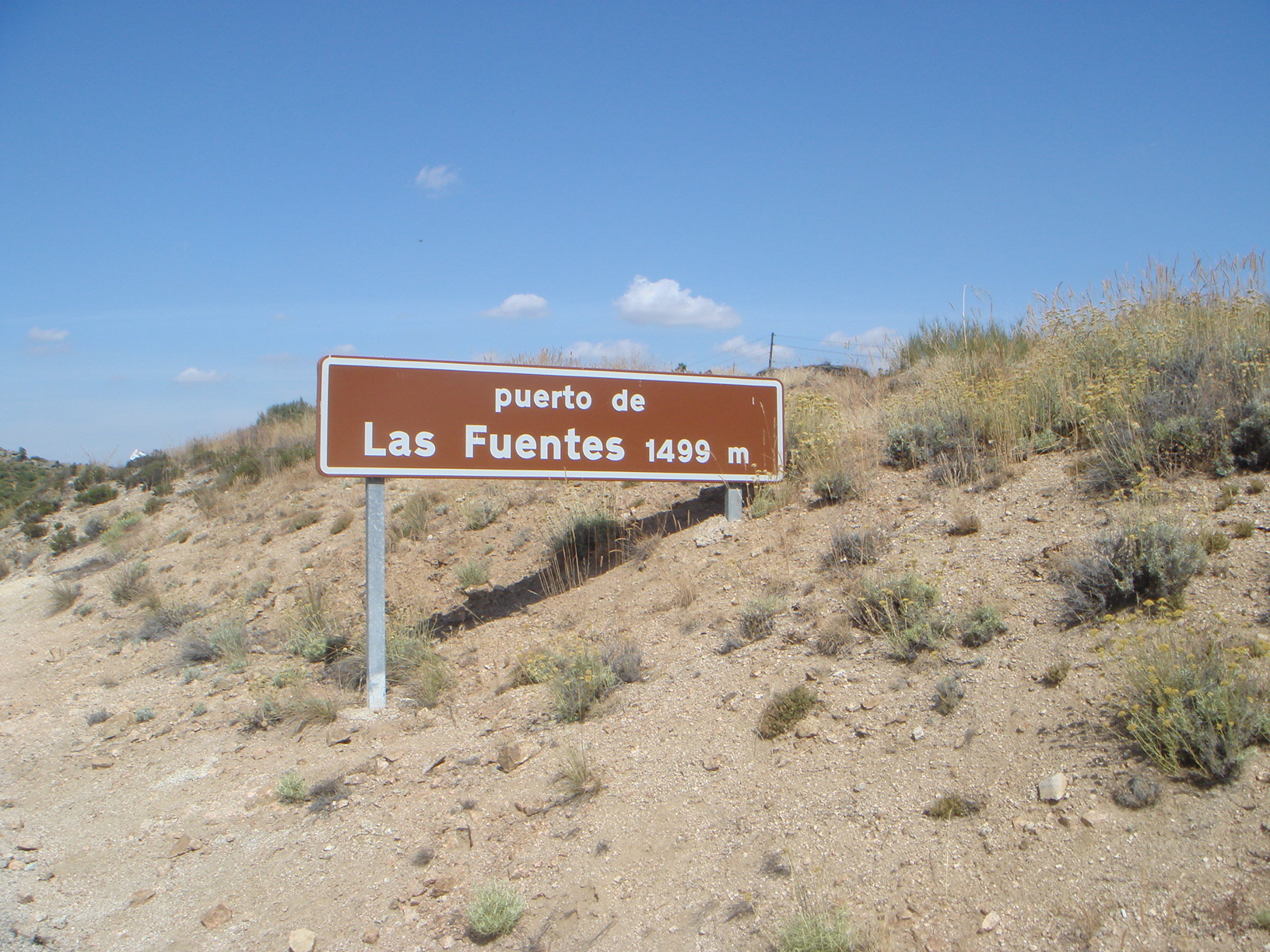
Vista del puerto de las Fuentes

La localidad se encuentra en la sierra de Ávila a una altitud de 1282 m sobre el nivel del mar.
Se caracteriza por sus robledales y pastos para el ganado vacuno, muy extendida la raza avileña. Por San Juan del Olmo corre el río Almar.
| Noroeste: Manjabálago y Ortigosa de Rioalmar | Norte: Manjabálago y Ortigosa de Rioalmar | Noreste: Valdecasa |
| Oeste: Hurtumpascual                         |                                           | Este: La Torre     |
| Suroeste: Vadillo de la Sierra               | Sur: Muñana                               | Sureste: Muñana    |

## Historia
Hacia mediados del siglo XIX, el lugar, por entonces conocido como Grajos, tenía contabilizada una población de 310 habitantes. La localidad aparece descrita en el octavo volumen del Diccionario geográfico-estadístico-histórico de España y sus posesiones de Ultramar de Pascual Madoz de la siguiente manera:

GRAJOS: l. con ayunt. de la prov., part. jud. y dióc. de Avila (5 leg.), aud. terr. de Madrid (21), c. g. de Castilla la Vieja (Valladolid 22): sit. en un alto y en terreno escabroso, pues se halla en medio de la cord. de sierras llamadas de Avila; le combaten todos los vientos, y su clima es sano. Tiene 108 casas bajas y de mala distribucion interior, 36 calles y callejuelas; una plaza en el centro del pueblo: escuela de instruccion primaria comun á ambos sexos; cuyo maestro está dotado con 600 rs. que se pagan de los fondos de propios; y una igl. parr. (San Juan Bautista), servida por un párroco, cuyo curato es de entrada y de presentacion ó nombramiento de la comunidad de religiosas de la Encarnacion de la c. de Avila: tiene por anejo á Valdecasa, en donde hay una igl. (San Juan Bautista), servida por el mismo cura que la matriz; en los afueras de la pobl. se encuentra el cementerio que no perjudica la salud pública; 5 fuentes públicas, de las cuales la mas inmediata al pueblo es abundante y de buenas aguas, y todas ellas, á escepcion de una que tiene un torreon de piedra, son bajas formando arco ó cubiertas con piedras: tres pozos y una infinidad de manantiales de escelentes aguas, de las cuales y de las de las fuentes y pozos se utilizan los hab. para sus usos domésticos y para el de los ganados. El térm. se estiende 3/4 leg. de N. á S., 1/2 de E. á O. y 2 1/2 de circunferencia, y confina N. Hortigosa de Rio-almar; E. deh. de Martin Dominguez; S. Vadillo de la Sierra, y O. Manjabalago: se compone de 3,400 obradas de tierra poca mas o menos de á 400 estadales de 15 cuartas castellanas cada uno, y se encuentra en él una ermita (Ntra. Sra. de las Fuentes), la deh. de Navacanas, algunos huertos de lino y legumbres, un monte de encina de 70 obradas y varios prados de pastos: le atraviesan 3 arroyos, de los cuales 2 se destinan al riego de los huertos dando tambien impulso sus aguas a las ruedas de 4 molinos harineros. El terreno es de monte, pues como se lleva dicho, ocupa parte de las llamadas Sierras de Avila, flojo, pedregoso y en lo general de secano, se cultivan 160 obradas de primera calidad de regadio y secano, 500 de segunda y 2,150 de tercera, fertilidad general 5 por 1. caminos: los que dirijen á los pueblos limítrofes en mal estado: el correo se recibe de la cap. por balijero. prod.: trigo, cebada, centeno, algarrobas, garbanzos, patatas, lino, legumbres, heno y pastos; mantiene ganado lanar, vacuno, cabrio, yeguar y de cerda; cria caza de perdices, conejos, lobos y zorros. ind. y comercio: la agrícola, grangeria y esportacion de los frutos sobrantes á Avila y otros puntos. pobl.: 72 vec., 310 alm. cap. prod.: 745,650 rs. imp.: 29,826: ind. y fabril 2,050. contr.: 8,864 rs. 14 mrs. El presupuesto municipal asciende á 2,815 rs. que se cubren con el producto de propios y reparto vecinal.
(Madoz, 1847, pp. 464-465)

En 1954 se cambió el nombre de la localidad por el de San Juan del Olmo.

## Demografía
San Juan del Olmo cuenta con una población de 81 habitantes (INE 2024).
| Gráfica de evolución demográfica de San Juan del Olmo entre 1842 y 2021 |
| |
| Población de derecho según los censos de población del INE. Población de hecho según los censos de población del INE.En estos censos se denominaba Grajos: 1842, 1857, 1860, 1877, 1887, 1897, 1900, 1910, 1920, 1930, 1940 y 1950. |

## Economía

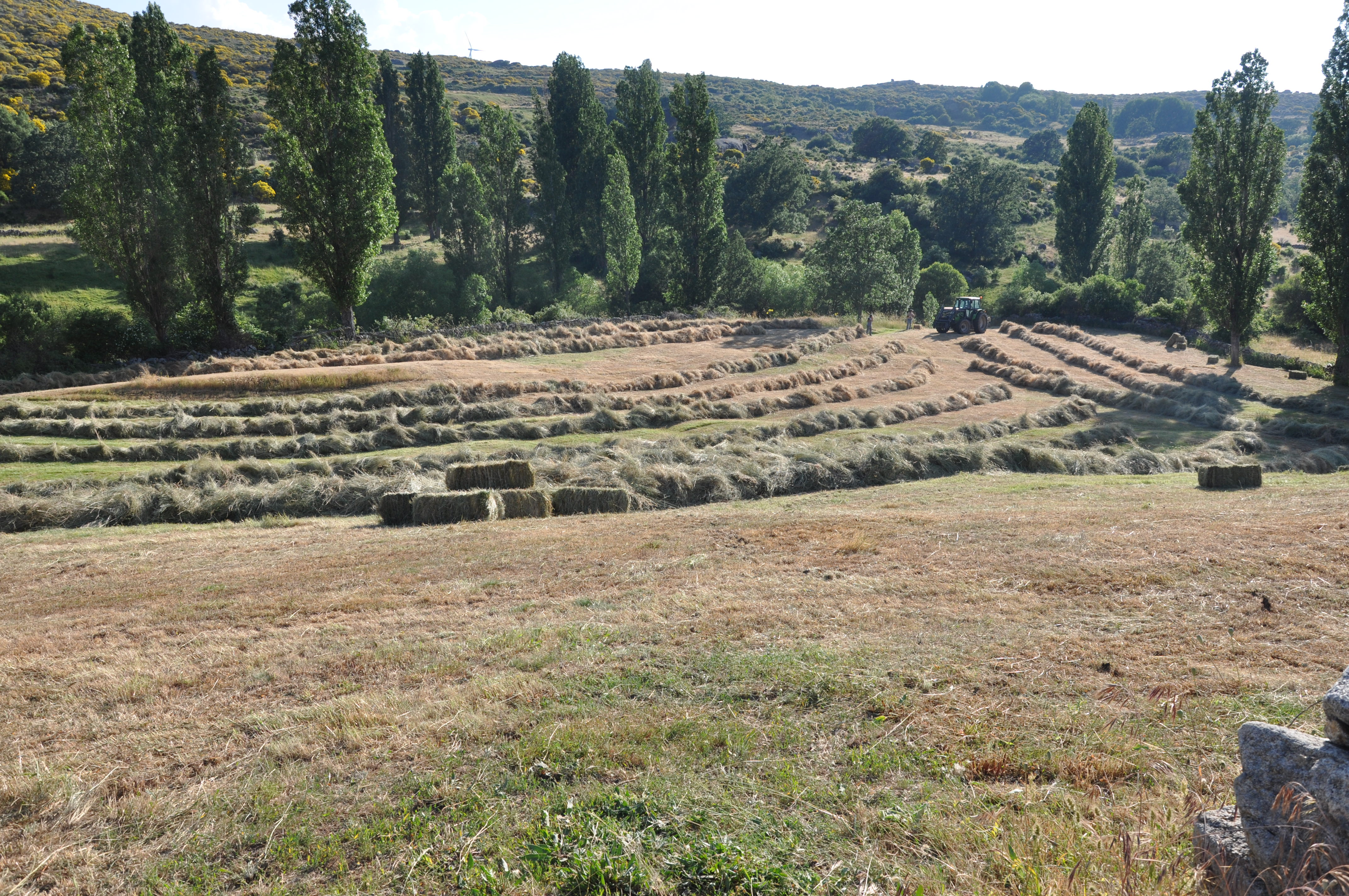
Maraños de heno en un prado en la sierra

Se dedica prácticamente en exclusiva a la ganadería.

## Patrimonio
La ermita de la Virgen de las Fuentes se encuentra unos 4 km en la vertiente norte del puerto de las Fuentes, se encuentra la ermita de la Virgen de las Fuentes, atractivo paraje, donde nace el río Almar, que guarda retablos barrocos. A su alrededor hay varias fuentes de agua potable.
La necrópolis de La Coba es un yacimiento arqueológico señalizado en la carretera entre la ermita y la población con varios sepulcros, supuestamente cristianos, de la Alta Edad Media.

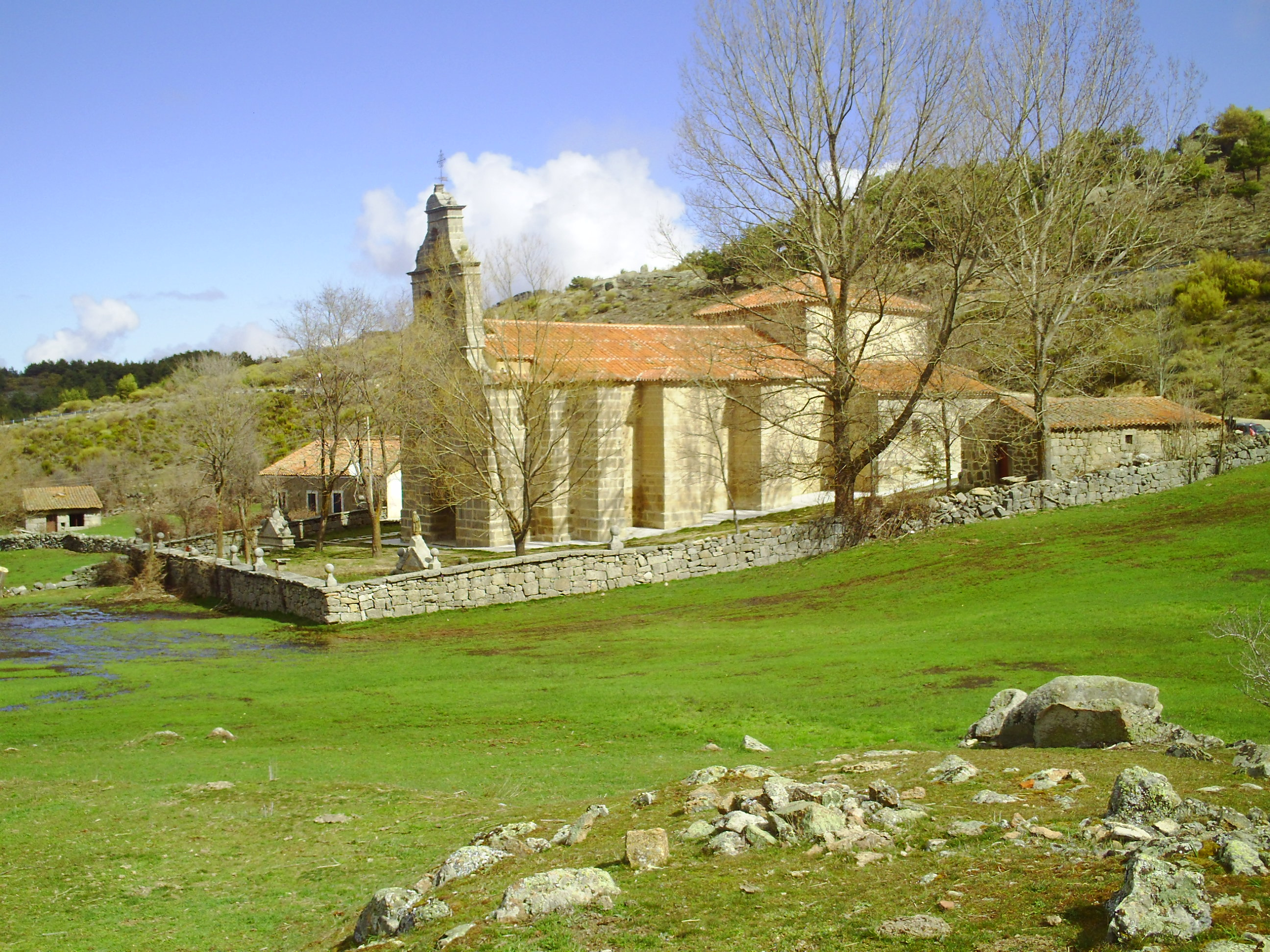
Ermita de la Virgen de las Fuentes
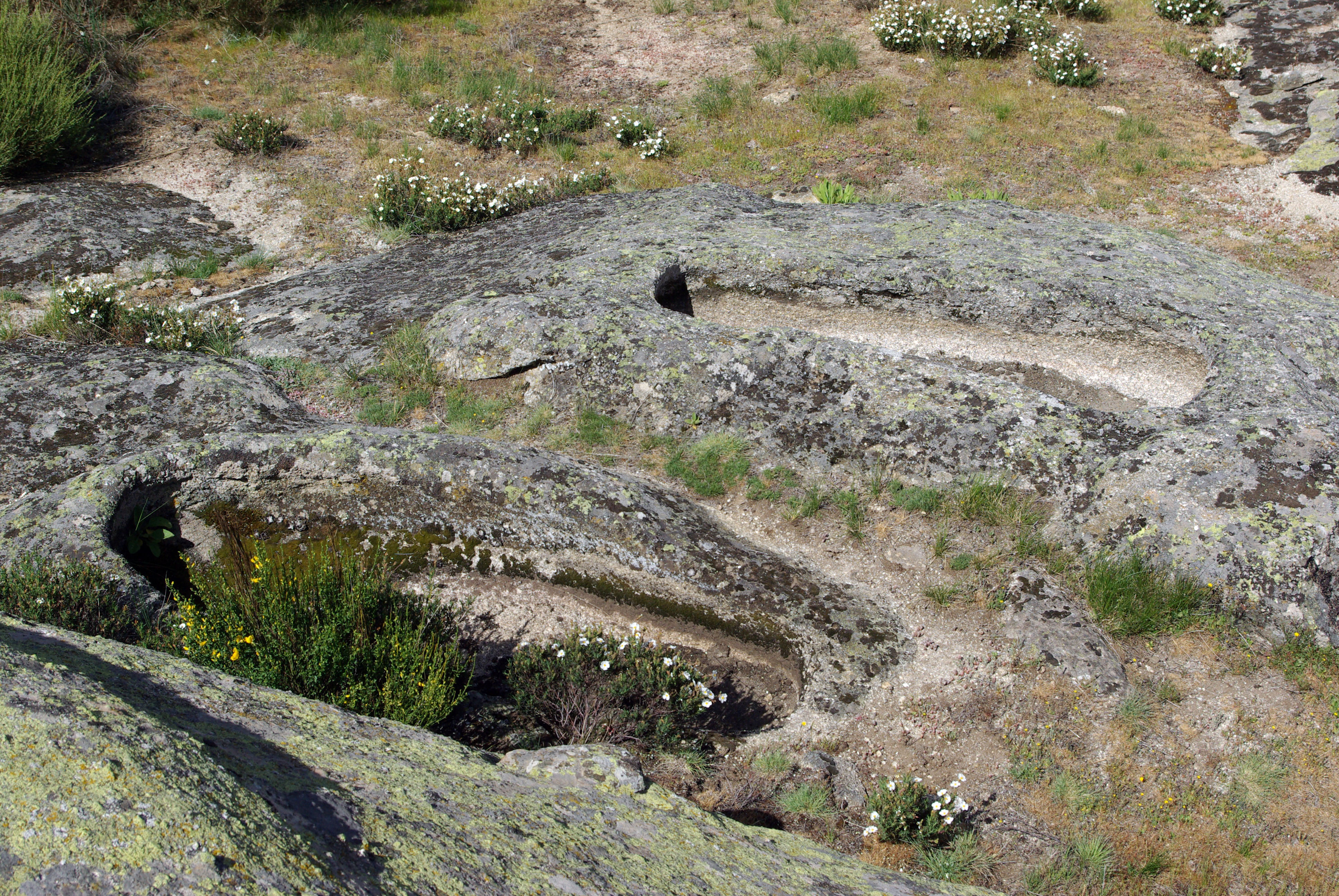
Tumbas en la necrópolis de La Coba
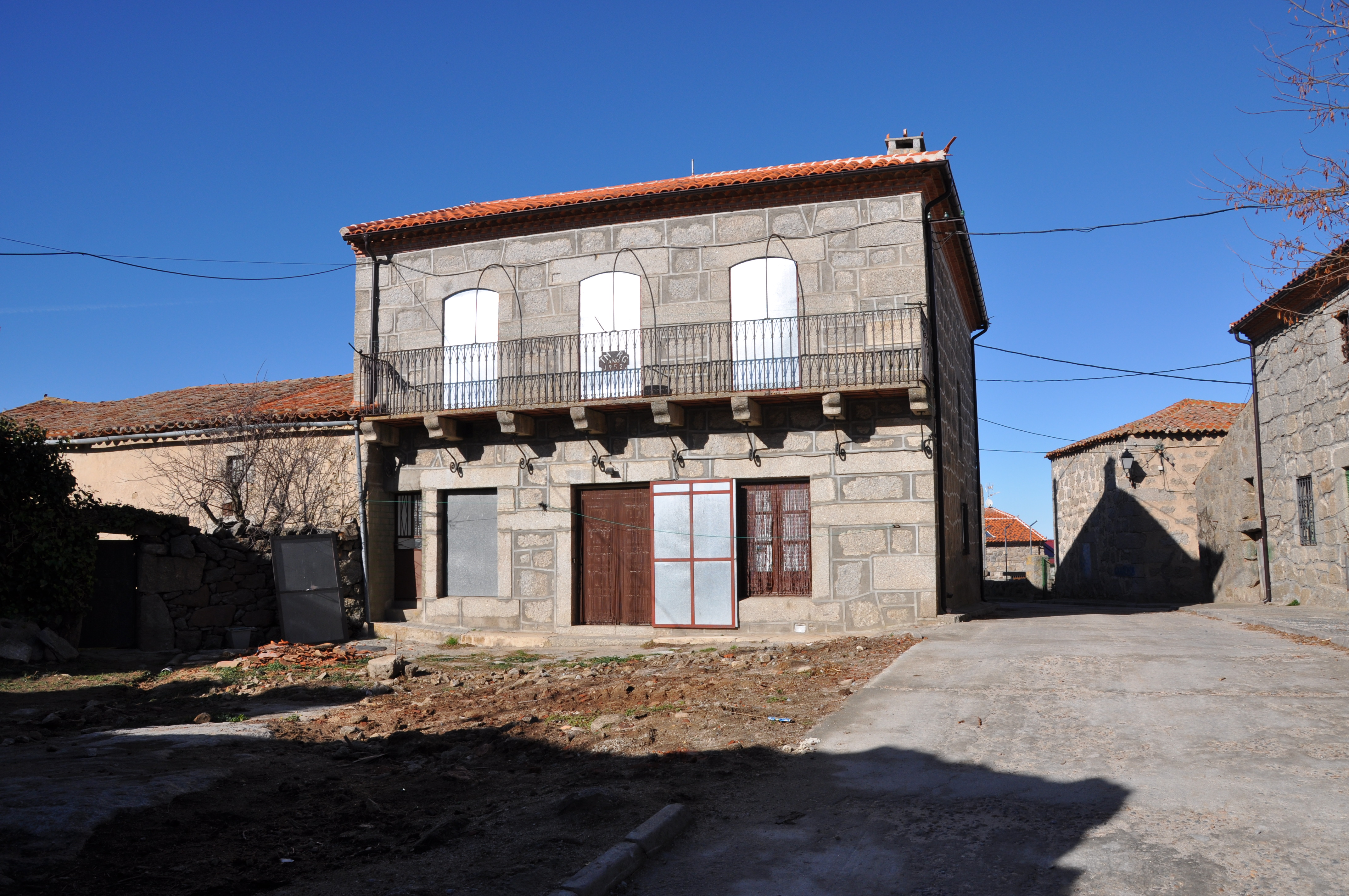
Casa de piedra granítica tradicional
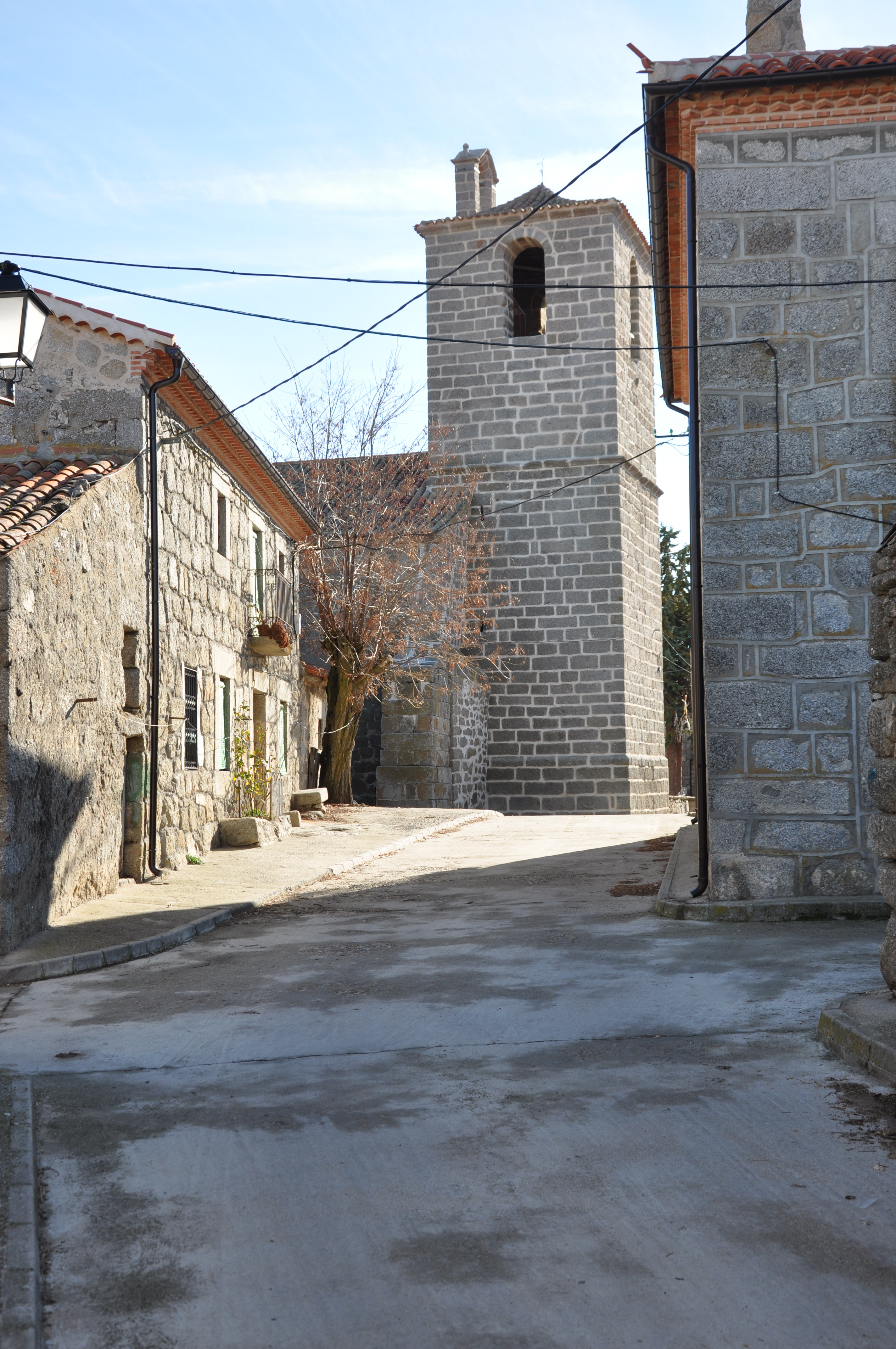
Campanario de la Iglesia parroquial

## Fiestas
El tercer domingo de septiembre se celebra la romería de la Virgen de las Fuentes.
Las fiestas locales se celebran en honor de la Virgen del Rosario, siempre el fin de semana más próximo al 7 de octubre.